# 泳濂县
泳濂县（越南语：／），是越南永隆省下辖的一个县。

## 地理
泳濂县北接斌沏县，西接三平县和茶温县，南接茶荣省梂棋县和乾隆县，东北接槟椥省㖼𦓿北县和则拉县。

## 历史
1976年2月，泳濂县隶属九龙省管辖。
1977年3月11日，茶温县和平社、春协社、泰和社3社划归泳濂县管辖。
1981年9月29日，泰和社、春协社、和平社3社划归茶温县管辖。
1985年3月27日，孝诚社析置孝仁社、孝义社，贵善社析置清平社，忠诚社析置泳濂市镇。
1991年12月26日，九龙省重新分设为永隆省和茶荣省，泳濂县划归永隆省管辖。
1994年8月9日，增设阮越雄社、黎文黄社、黎光防社、阮至斋社、孝顺社、新贵中社。
1995年5月13日，阮越雄社更名为忠诚西社，黎文黄社更名为忠诚东社，黎光防社更名为忠安社，阮至斋社更名为忠义社。

## 行政区划
泳濂县下辖1市镇19社，县莅泳濂市镇。
- 泳濂市镇（Thị trấn Vũng Liêm）
- 孝义社（Xã Hiếu Nghĩa）
- 孝仁社（Xã Hiếu Nhơn）
- 孝奉社（Xã Hiếu Phụng）
- 孝诚社（Xã Hiếu Thành）
- 孝顺社（Xã Hiếu Thuận）
- 贵安社（Xã Quới An）
- 贵善社（Xã Quới Thiện）
- 新安龙社（Xã Tân An Luông）
- 新贵中社（Xã Tân Quới Trung）
- 清平社（Xã Thanh Bình）
- 忠安社（Xã Trung An）
- 忠政社（Xã Trung Chánh）
- 忠协社（Xã Trung Hiệp）
- 忠孝社（Xã Trung Hiếu）
- 忠乂社（Xã Trung Ngãi）
- 忠义社（Xã Trung Nghĩa）
- 忠诚社（Xã Trung Thành）
- 忠诚东社（Xã Trung Thành Đông）
- 忠诚西社（Xã Trung Thành Tây）